# 3台のピアノのための協奏曲 (モーツァルト)

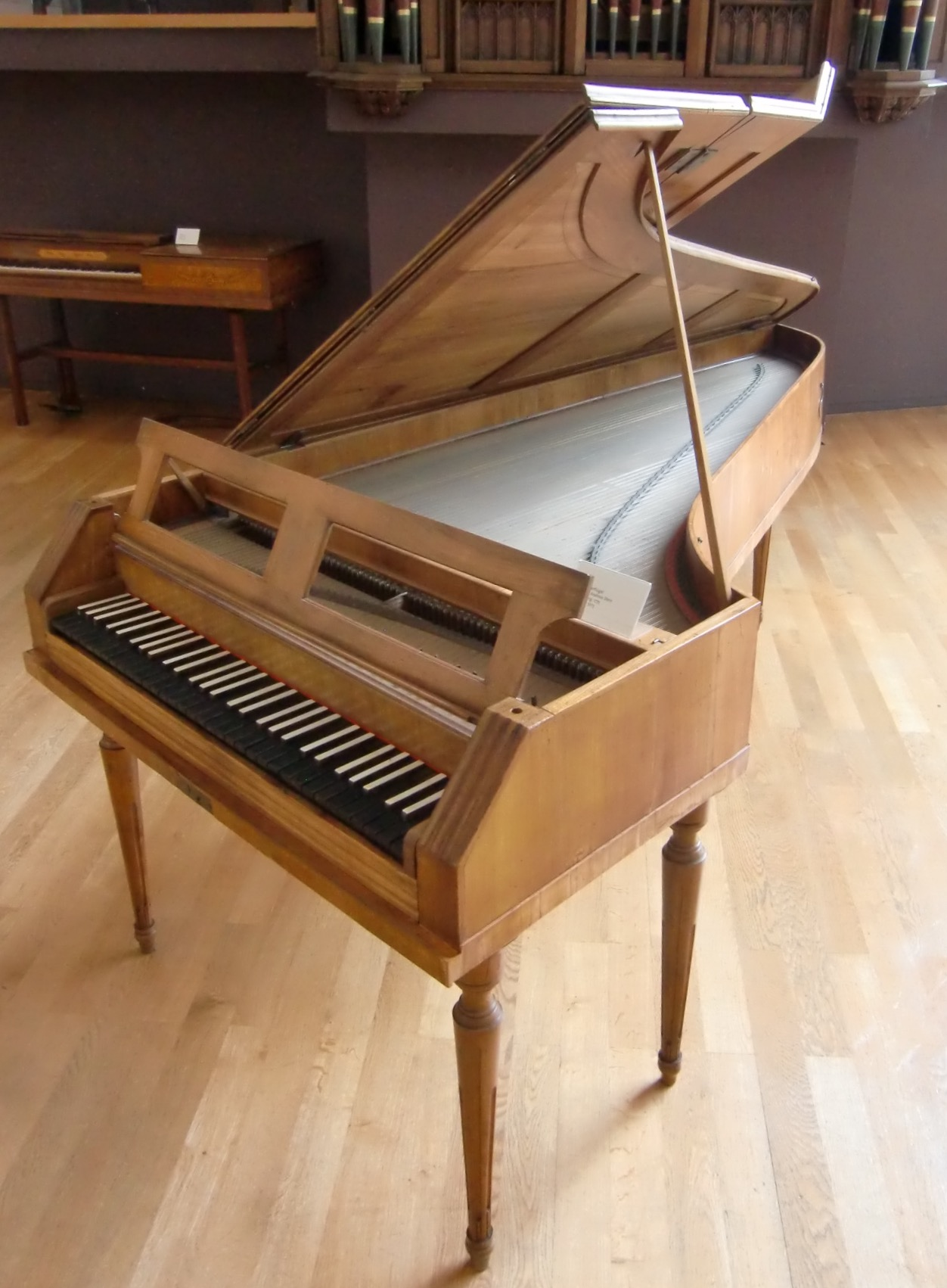
ヨハン・アンドレアス・シュタインによるフォルテピアノ（アウクスブルク、1775年製）

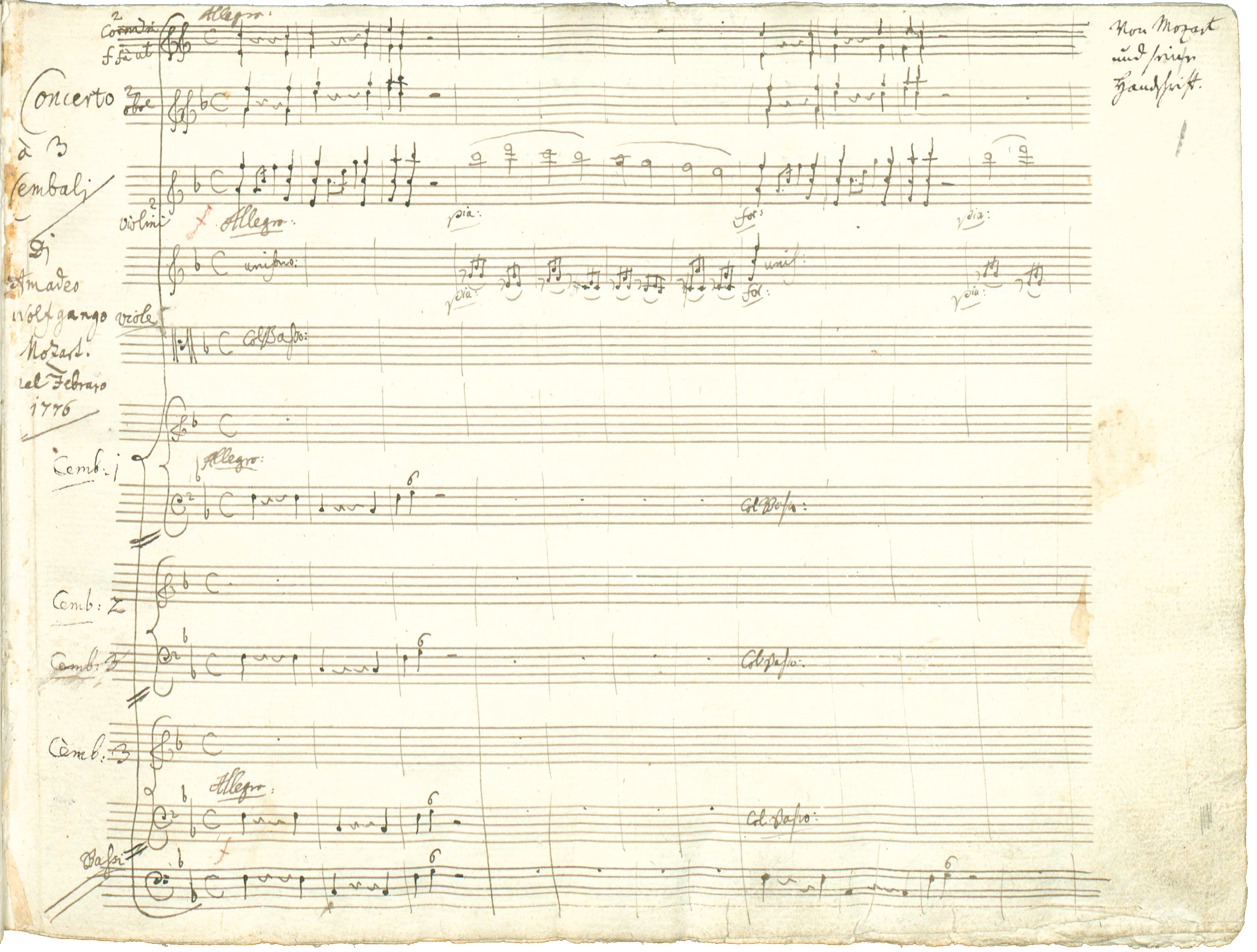
3台のピアノのための協奏曲 K. 242の自筆譜

3台のピアノのための協奏曲 ヘ長調 K. 242 は、ヴォルフガング・アマデウス・モーツァルトが1776年に作曲した3台のピアノを独奏楽器とした協奏曲で、通し番号を付けて『ピアノ協奏曲第7番』とも呼ばれる。また、一般に『ロドロン』（または『ロードゥローン』、Lodron）の愛称で親しまれている。

## 概要
1776年2月にザルツブルクで作曲され、同地の名門貴族ロドロン家（Lodron）の伯爵夫人アントニーナとその令嬢アロイジアとジュゼッパのために作曲されたものである。独奏ピアノのパートは、彼女らの演奏能力に合わせて書かれており、第1、第2ピアノパートはアントニーナ、またはアロイジアが演奏するものと想定され、2つのピアノパートはそれなりの技巧を必要とするが、ジュゼッパのために書かれた第3ピアノパートは簡素で比較的易しく書かれている。最初の版の献辞には、「貴婦人であるロドロン伯爵夫人、旧姓ダルコ伯爵夫人とその令嬢たち、アロイジアとジュゼッパに。彼女たちの最も献身的な召使いヴォルフガング・モーツァルト。」と記述されている。
また、モーツァルトは1777年に、母アンナ・マリアとともに、自身の就職活動のためにパリへと向かった道中に立ち寄ったアウクスブルクで、ヨハン・アンドレアス・シュタイン製作のフォルテピアノと出会っており、同年10月22日にフッガー伯爵家の広間で催された演奏会で、この時完成したばかりのシュタイン製のフォルテピアノを用いて本作を演奏している（この演奏会では、第1ピアノをオルガニストのヨハン・ミヒャエル・デムラー（Johann Michael Demmler）が、第2ピアノをモーツァルト自身が、第3ピアノをシュタインが弾いた）。
なお、モーツァルトはこの作品を2台ピアノと管弦楽のために編曲しており、こちらの成立時期は1779年頃と推測されている。近年はむしろこの2台ピアノと管弦楽のための版で演奏されることが多くなっている。

## 楽器編成
独奏ピアノ3台、オーボエ2、ホルン2、弦五部。

## 曲の構成
全3楽章、演奏時間は約22分。
- 第1楽章 アレグロ
ヘ長調、4分の4拍子、協奏風ソナタ形式。
- 第2楽章 アダージョ
変ロ長調、4分の4拍子、ソナタ形式。
- 第3楽章 ロンドー：テンポ・ディ・メヌエット
ヘ長調、4分の3拍子、ロンド形式。